# Stronger (альбом Натали Грант)
Stronger — второй студийный альбом американской певицы современной христианской музыки Натали Грант, выпущенный 12 июня 2001 года на лейбле Pamplin Music и переизданный 26 февраля 2002 года на Curb Records.

## Отзывы
| Оценки критиков       | Оценки критиков |
| Источник              | Оценка          |
| --------------------- | --------------- |
| AllMusic              | [ 3 ]           |
| CCM Magazine          | [ 4 ]           |
| Cross Rhythms         | [ 5 ]           |
| The Phantom Tollbooth | [ 6 ]           |

Альбом получил положительные отзывы от музыкальных критиков.
Брэдли Торреано из AllMusic утверждает: «Stronger Натали Грант — одно из редчайших сокровищ в христианской музыке: оригинальный альбом, обладающий собственным голосом и стилем. При таком количестве поп-звёзд, выпускающих достойную, но безликую музыку, очень приятно видеть, что такие альбомы ещё существуют. Обладая мощным голосом и высококлассными авторами песен, Грант в некоторых моментах напоминает цельную Бритни Спирс, а в других — одухотворённую Фейт Хилл. На самом деле, довольно странно слышать то, что обычно является типичным радиопопом, наполненным текстами на христианские темы и идеологии. Но это работает; более того, это работает очень хорошо. Это один из самых свежих подходов к этому жанру за последнее время, заставляющий вспомнить новаторский „Heart in Motion“ Эми Грант. Как и другая Грант, Натали Грант делает акцент на хуках, что для большинства артистов современной христианской музыки (CCM) стоит на втором месте. Благодаря этому она не только доносит свою мысль до слушателя, но и использует музыку, которая может понравиться любому. Это очень хороший альбом, который указывает на то, в каком направлении может двигаться CCM. Несмотря на клеймо, которое этот жанр имеет в отношении мейнстримной аудитории, любой поклонник добротной поп-музыки должен хотя бы дать ему шанс».

## Список композиций
| №                   | Название                                          | Автор(ы)                                              | Длительность |
| ------------------- | ------------------------------------------------- | ----------------------------------------------------- | ------------ |
| 1.                  | «What Other Man»                                  | Linda Thompson-Jenner Reed Vertelney                  | 3:52         |
| 2.                  | «Keep On Shining»                                 | Russ DeSalvo Tanya Leah                               | 4:00         |
| 3.                  | «Whenever You Need Somebody» (featuring Plus One) | Jimmy Collins Natalie Grant Bernie Herms Kevin Stokes | 4:03         |
| 4.                  | «Anything»                                        | Tasia Tjornhom                                        | 3:27         |
| 5.                  | «It the World Lost All Its Love»                  | Dino Elefante Bobby Martinez Chris Page Gordon Pogoda | 5:04         |
| 6.                  | «Such a Wonder»                                   | Grant Herms                                           | 3:45         |
| 7.                  | «I Love to Praise»                                | Grant                                                 | 4:47         |
| 8.                  | «Only You»                                        | Grant Phil Sillas                                     | 4:47         |
| 9.                  | «Don't Wanna Make a Move»                         | Sillas Tony Wood                                      | 4:30         |
| 10.                 | «To Find My Strength»                             | John Mandeville Sam Mizell                            | 4:10         |
| 11.                 | «Finally Home»                                    | Grant Mark Hammond Cindy Morgan                       | 6:09         |
| Общая длительность: | Общая длительность:                               | Общая длительность:                                   | 48:35        |